# Paranortonia difficilis
Paranortonia difficilis är en stekelart som beskrevs av Berton 1918. Paranortonia difficilis ingår i släktet Paranortonia och familjen Eumenidae. Inga underarter finns listade i Catalogue of Life.